# Палата Стафилео (Штафилић)
Палата Стафилео (Штафилић) је комплекс велелепних зграда породице Стафилео пореклом са острва Крита изграђена у 15. веку на територији данашње општине Трогир у Хрватској.

## Историјат градитеља палате
Припадници породице Штафилић (Stafileo) спомињу се у Трогиру од 15. века. Обућар Стјепан Стафилио спомиње се 1436. године као Стефанус Перфсих диктус Стафилија. (у оригиналу Stephanus Perfsich dictus Stafilia). Чланови ове породице временом су се ородили са шибенским и трогирским племићким породицама.
Према породичној традицији Стјепан Стафилео (†1519) доселио се у Трогир са Крита.  Ваљда због хомофоније и наводног критског порекла, овај грађански род на својој кући истицкао је грб на коме је приказан грозд са лишћем винове лозе (грозд је на грчком staphile).
Ова занатлијска породица временом се веома обогатила. Као богати грађанин Трогира Стјепан Стафилео започео је 1500. године и градњу свог каштела око којег се касније развило постојеће насеље Каштел Штафилић.
Из ове породице посебно се истакао његов син Иван (1472 - 1528), доктор права, архиђакон трогирске Цркве, затим лектор у Риму и шибенски бискуп од 1512. до 1528. године.

## Положај и изглед
Палата Стафилео, коју је чинио комплекс зграда, пружао се уз главну уздужну улицу у смеру античког декумана. Главни волумен са својим јужним прочељем окренут је према југу, односно према улици. Комплекс зграда се сучељавао, с друге стране улице перивојем који је вероватно некада припадао палати.
Са северне је стране прилаза, уз блок кућа, налази се и главни улаз у палату. На северној страни на крају овог прилаза налази се кућа са двориштем, такође део комплекса палата Стафилео.
На западном и северном крилу, на истом прилазу у блок кућа, сачувана су врата романичких стилских карактеристика, иако је палата у другој половини 15. века радикално променила изглед и попримила готички изглед.
Према исправи из 1472. године утврђено је да је каменорезац Андрија са Корчуле израдио за Стјепана Штафилића камене делове за балкон и балатуру, и највероватније и оквире осталих украшених готичких прозора на палати.
Репрезентативни балкон палате краси - балатура на спољашњем степеништу на северној страни јужног крила блока. Изнад балатуре налази се велика бифора готичких стилских карактеристика.  Палати су припадали и камени остаци готичке квадрифоре са грбовима породице Стафилео, изложени у лапидаријуму Музеја града Трогира.
Јужно крило палате најизразитије је готичко профано здање у Трогиру, сасвим доследно преуређено у готичком стилу, и подељено профилисаним венцима.
Прозори палате завршавају шиљастим луковима, а испод њих су уобичајени парапети а са стране перфориране конзоле, такозвана ува. Листолики и цветолики украси на прозорима, на балатури на степеницама, на бифори и квадрифори изведени су помало резуцкаво и плочасто, техником својственом корчуланским клесарима.
У унутрашњости јужног крила палате на првом спрату, до данас је сачуван дрвени украшени плафон готичких стилских карактеристика. На том спрату налази се украшени камени оквир зидне нише у којој су се држале посуде за воду, обликовани као и пила - попут умиваоника у дубровачким кућама, какве су у Трогиру и шире израђивали корчулански клесари.